# Tomáš Suslov
Tomáš Suslov (Spišská Nová Ves, 7 de junio de 2002) es un futbolista eslovaco que juega en la demarcación de delantero para el Hellas Verona F. C. de la Serie A y la selección nacional de Eslovaquia.

## Vida personal
Durante la invasión rusa de Ucrania en 2022, reveló su ascendencia ucraniana por parte paterna y su familia se involucró en la ayuda humanitaria a los ucranianos afectados.

## Selección nacional
Tras jugar con la selección de fútbol sub-16 de Eslovaquia, la sub-17, la sub-18, con la sub-19 y con la sub-21, finalmente hizo su debut con la selección absoluta el 18 de noviembre de 2020 en un encuentro de la Liga de Naciones de la UEFA 2020-21 contra República Checa que finalizó con un resultado de 2-0 a favor del combinado checo tras los goles de Tomáš Souček y Zdenek Ondrášek.

### Participaciones en Eurocopas
| Copa          | Sede     | Resultado        | Partidos | Goles |
| ------------- | -------- | ---------------- | -------- | ----- |
| Eurocopa 2020 | Europa   | Primera fase     | 2        | 0     |
| Eurocopa 2024 | Alemania | Octavos de final | 4        | 0     |

## Clubes
| Club                | País         | Año       | Partidos | Goles |
| ------------------- | ------------ | --------- | -------- | ----- |
| F. C. Groningen     | Países Bajos | 2020-2023 | 96       | 5     |
| Hellas Verona F. C. | Italia       | 2023-     | 65       | 3     |